# Xã Neosho Falls, Quận Woodson, Kansas
Xã Neosho Falls (tiếng Anh: Neosho Falls Township) là một xã thuộc quận Woodson, tiểu bang Kansas, Hoa Kỳ. Năm 2010, dân số của xã này là 457 người.